# Plainfield (New Hampshire)
Pour les articles homonymes, voir Plainfield.
Plainfield est une municipalité américaine située dans le comté de Sullivan au New Hampshire. Selon le recensement de 2010, sa population est de 2 364 habitants, dont 205 à Plainfield CDP.

## Géographie
La municipalité s'étend sur 52,92 milles carrés (137,06 km2), dont 0,75 milles carrés (1,94 km2) d'étendues d'eau.

## Histoire
La localité est fondée par des personnes originaires de Plainfield dans le Connecticut. Elle devient une municipalité en 1761. En 1856, Plainfield annexe la paroisse de Meriden.

### Personnalités liées à cette ville
- Maxfield Parrish (1870-1966), illustrateur américain.